# Buttons (canção de Sia)
"Buttons" é uma música da cantora e compositora australiana Sia Furler lançada em 2007 no quarto e último single oficial de seu álbum de 2008, Some People Have Real Problems.